# Samuel Scheidt

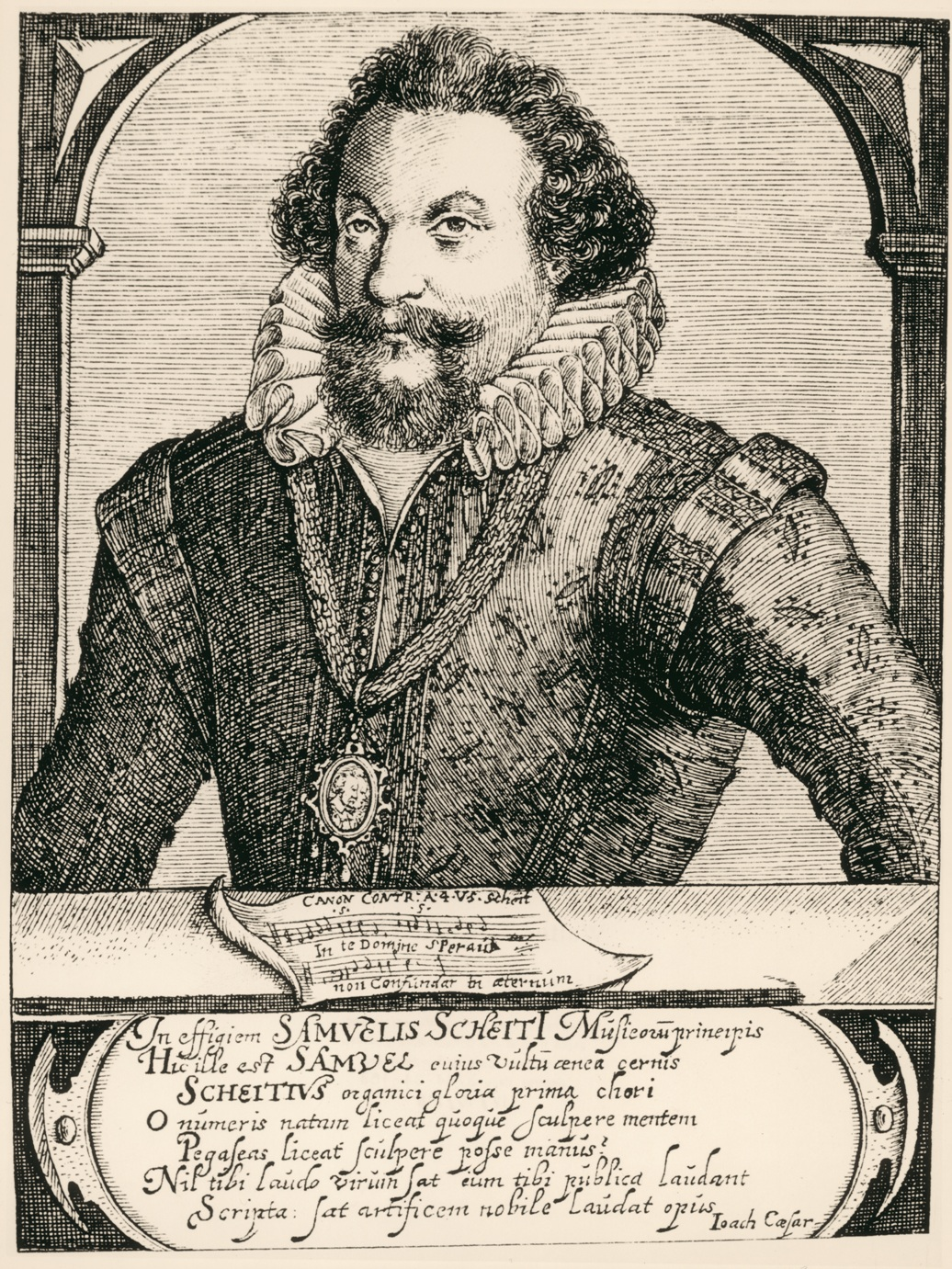
Samuel_Scheidt.jpg

Samuel Scheidt (botezat pe 4 noiembrie 1587 la Halle; d. 24 martie 1654, Halle) a fost un organist, profesor și compozitor german din perioada barocă.

## Viața
Provenind dintr-o familie de muzicieni, Samuel Scheidt a devenit în 1603 organist la biserica Sf. Mauritius din Halle an der Saale. Între anii 1607 și 1609 a studiat la Amsterdam cu Jan Pieterszoon Sweelinck, celebrul „fabricant de organiști”. După întoarcerea la Halle a devenit organist la curtea de Brandenburg. Aici a lucrat, între 1614 și 1616 împreună cu Michael Praetorius. Cunoștințele sale în domeniul construcției de orgi trebuie să-l fi făcut cunoscut încă de timpuriu, astfel anul 1618 îl găsește la Eisleben iar în 1619 face expertiza orgii din Bayreuth și participă la inaugurarea ei împreună cu Michael Praetorius, Heinrich Schütz și Johann Staden. 
La vârsta de 40 de ani, în anul 1627, Scheidt se căsătorește cu Helena Magdalena Keller. Dintre cei șapte copii, doar doi au supraviețuit epidemiei de ciumă din 1636.
După fuga patronului sau, margraful Christian Wilhelm von Brandenburg, din fața armatelor lui Wallenstein, Scheidt ramâne fără slujbă, urmând ca la sfârșitul aceluiași an, 1628, să fie creat special pentru el un post de Director musices (director muzical) al celor trei biserici din Halle. În 1630 Scheidt pierde și acest post, nevoit astfel să supraviețuiască din lecții private oferite elevilor sau muzicienilor amatori. A murit în sărăcie, costurile înmormântării sale fiind acoperite de biserică.

## Lucrări
Opera lui Scheidt este, cel puțin sub aspect cantitativ, mult mai variată, în domeniul muzicii vocale cât și în cel al muzicii instrumentale, decât cea a contemporanilor săi Heinrich Schütz și Johann Hermann Schein. O bună parte din aceasta a fost însă dată uitării sau nu este cântată decât foarte rar.
Încă în 1620 apare prima lui culegere de lucrări, „Cantiones Sacrae a 8 vocum”, urmată în 1621 și 1622 de două culegeri de Concerti sacri, piese diverse pentru mai multe voci cu acompaniament de instrumente. În aceeași doi ani editează primele două volume din colecția de muzică instrumentală Ludi musici (alte două volume vor apărea în 1625 și 1627). Cele trei volume din Tabulatura nova (1624) cuprind piese pentru orgă. În ciuda dificultăților financiare, începând din 1631 tipărește 4 volume de „concerte spirituale”, Geistliche Konzerte (1631/1634/1635/1640), lucrări vocale de la două la șase voci, cu bas continuu. În 1640 apare o colecție de 70 de „sinfonii”, preludii concertante la 3 voci (LXX Symphonias). Ultima lucrare publicată este „Cartea de tabulatură de la Görlitz” (1650), o culegere de 100 de armonizări de corale pentru orgă sau instrumente (Görlitzer Tabulaturbuch).